# Beechcraft Premier I
Dimensions
Le Beechcraft Premier I, aussi appelé Beechcraft 390 ou Raytheon 390, est un avion d'affaires produit par Beechcraft (alors filiale de Raytheon).

## Histoire
Le Beechcraft Premier I est un avion d'affaires pouvant transporter de 6 à 7 passagers. Il est équipé de 2 moteurs Williams FJ44-2A de 10,23 kN de poussée. Le fuselage est en matériaux composites et les ailes sont en aluminium. Il est doté d'une avionique Collins Pro Line 21 et est certifié monopilote.
Le premier vol a lieu le 22 décembre 1998. Il est certifié le 23 mars 2001.
L'avion connaît une première évolution en 2006. Le Premier IA est doté d'une avionique et d'une cabine améliorées.
Une seconde évolution est développée en 2009. Le Premier II est doté de nouveaux moteurs FJ44-3AP et de winglets. Il vole pour la première fois le 31 août 2009. Cette deuxième évolution, renommée Hawker 200 en 2010, ne sera jamais mise en production.
La production est arrêtée lors de la faillite de Beechcraft en 2013. 295 exemplaires (Premier I et IA) ont été produits.

## Modèles
Premier I
Modèle original en 2001 ;
Premier IA
Modèle doté d'une avionique et d'une cabine améliorées en 2006 ;
Premier II
Modèle doté de nouveaux moteurs FJ44-3AP et de winglets en 2009. Le modèle est renommé Hawker 200 en 2010. Il n'a pas été produit.

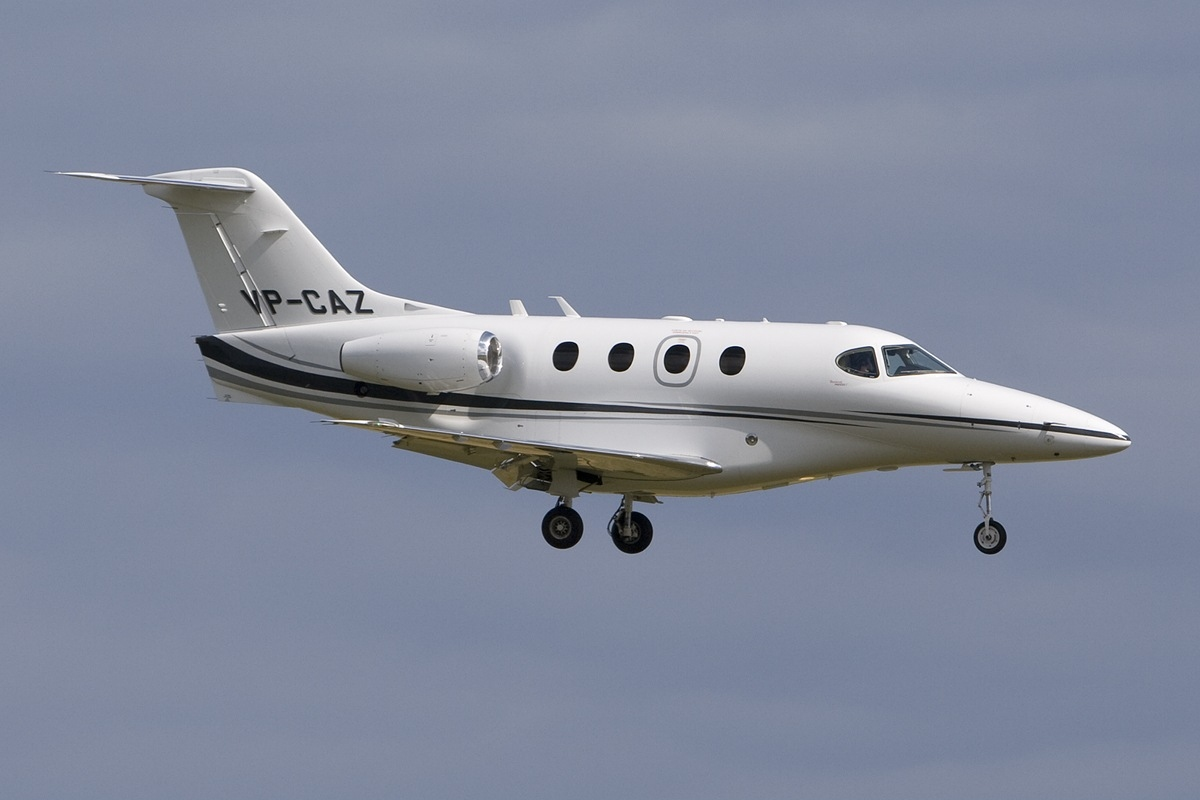
Premier IA
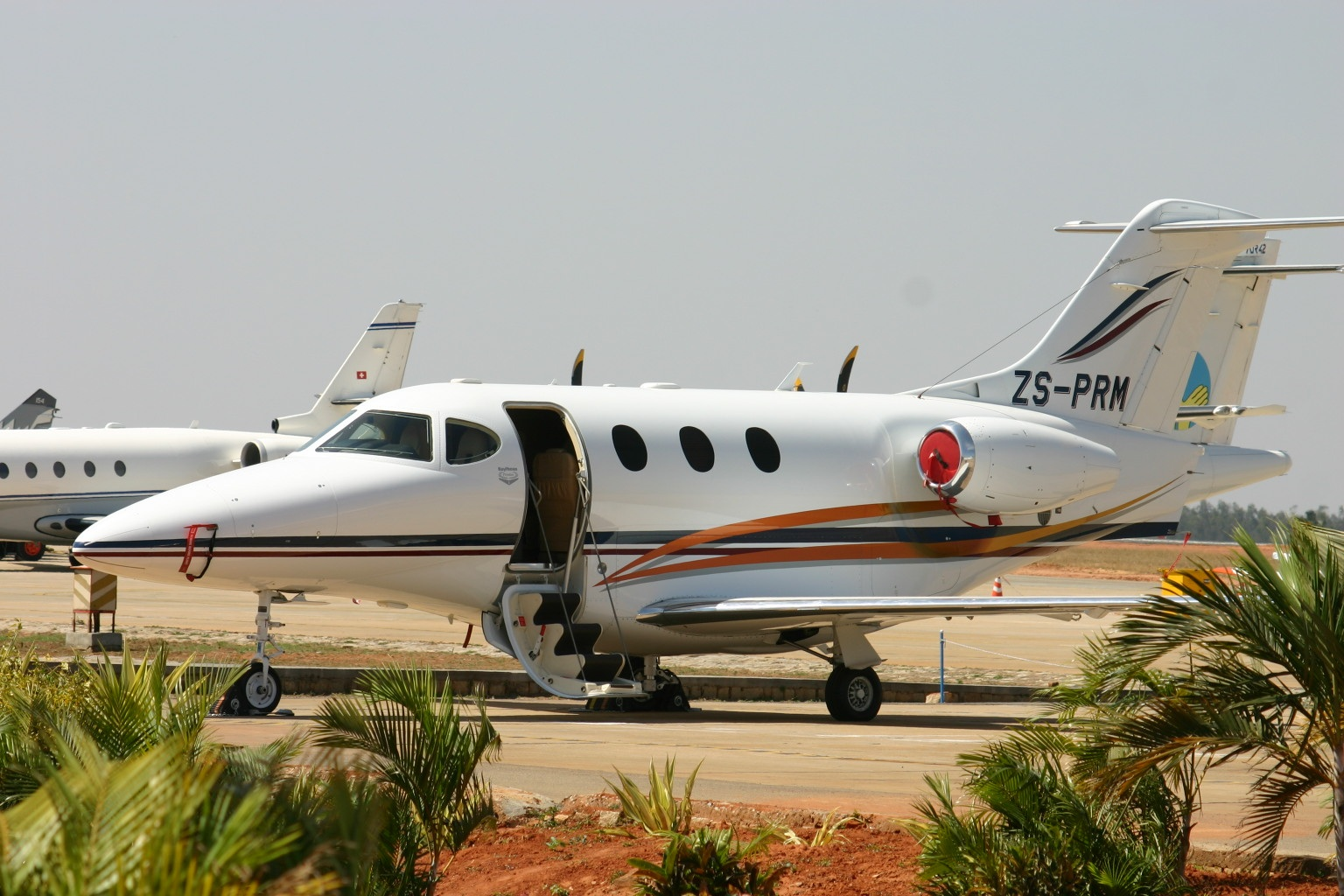
Accès à bord
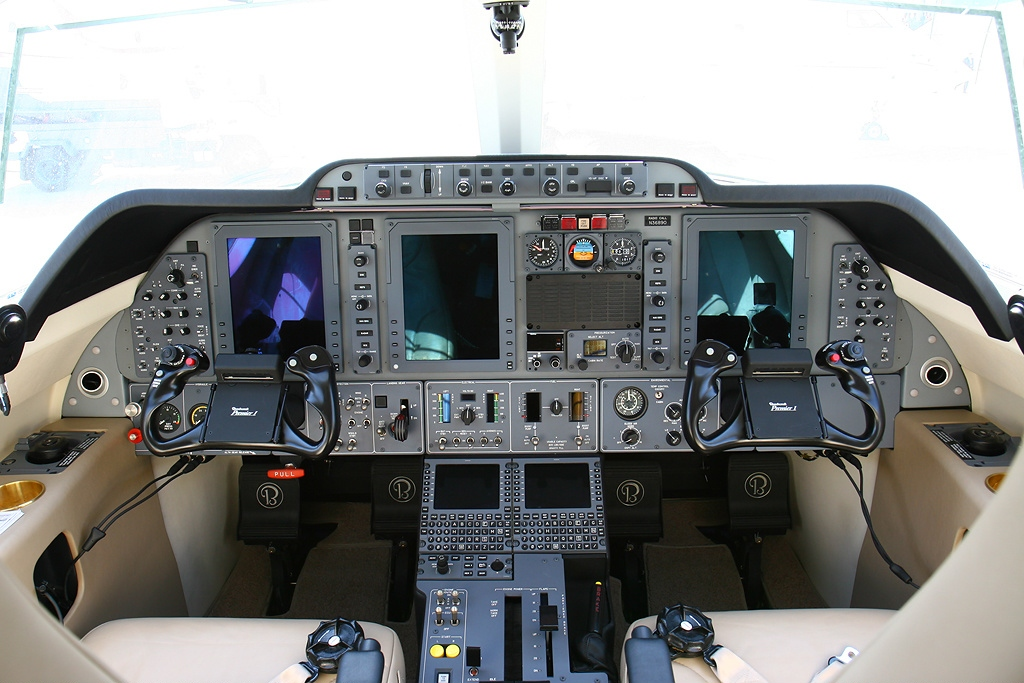
Cockpit (Pro Line 21)